# III liga polska w piłce nożnej (grupa VI 2008–2016)
III liga polska w piłce nożnej, grupa VI (nieoficjalne nazwa: III liga łódzko-mazowiecka) – była jedną z ośmiu grup III ligi piłki nożnej w Polsce w latach 2008–2016. Występowało w niej 18 drużyn z województw łódzkiego i mazowieckiego. Za rozgrywki odpowiedzialny był Łódzki Związek Piłki Nożnej z siedzibą w Łodzi.

## Zwycięzcy
| Sezon     | Drużyna                       |
| --------- | ----------------------------- |
| 2008/2009 | Świt Nowy Dwór Mazowiecki (1) |
| 2009/2010 | GLKS Nadarzyn (1)             |
| 2010/2011 | Pogoń Siedlce (1)             |
| 2011/2012 | Radomiak Radom (1)            |
| 2012/2013 | Legionovia Legionowo (1)      |
| 2013/2014 | Ursus Warszawa (1)            |
| 2014/2015 | Radomiak Radom (2)            |
| 2015/2016 | Polonia Warszawa (1)          |

## Zasady rozgrywek
Zmagania w lidze toczyły się systemem kołowym w dwóch rundach – jesiennej i wiosennej. Każda z drużyn rozgrywała z pozostałymi po 2 mecze. W latach 2008–2013 zwycięzca otrzymywał automatyczny awans do II ligi (grupa wschodnia), natomiast w latach 2013–2016 mistrz ligi musiał brać udział w barażach o awans do II ligi. Do ligi awansowały mistrz i wicemistrz IV ligi, grupy łódzkiej oraz mistrzowie IV ligi z grup: mazowieckiej południowej i mazowieckiej północnej. Drużyny, które po zakończeniu rozgrywek zajmowały w tabeli III ligi grupy VI miejsca odpowiednio 14., 15. i 16. spadały do właściwej terytorialnie IV ligi i w kolejnym sezonie występowały w IV lidze. Liczba drużyn spadających z III ligi ulegała zwiększeniu o liczbę drużyn, które spadały z II ligi zgodnie z przynależnością terytorialną do Łódzkiego lub Mazowieckiego ZPN.
Drużyna, która zrezygnowała z uczestnictwa w rozgrywkach, degradowana była o 2 klasy rozgrywkowe i przenoszona na ostatnie miejsce w tabeli (jeśli rozegrała przynajmniej 50% spotkań sezonu; wtedy mecze nierozegrane weryfikowane są jako walkowery 0:3 na niekorzyść drużyny wycofanej) lub jej wyniki zostawały anulowane. Z rozgrywek eliminowana – i również degradowana o 2 klasy rozgrywkowe – była drużyna, która nie rozegrała z własnej winy 3 spotkań sezonu.
Kolejność w tabeli ustalała się według liczby zdobytych punktów. W przypadku uzyskania równej liczby punktów przez dwie drużyny, o zajętym miejscu decydowały:
a) liczba zdobytych punktów w spotkaniach bezpośrednich,
b) korzystniejsza różnica między zdobytymi i utraconymi bramkami w spotkaniach bezpośrednich,
c) przy uwzględnieniu reguły UEFA, że bramki strzelone na wyjeździe liczone są podwójnie, korzystniejsza różnica między zdobytymi i utraconymi bramkami w spotkaniach bezpośrednich,
d) korzystniejsza różnica bramek we wszystkich spotkaniach z całego cyklu rozgrywek,
e) większa liczba bramek zdobytych we wszystkich spotkaniach z całego cyklu.
W przypadku, gdy dwoma zespołami o jednakowej liczbie punktów były zespoły, których kolejność decyduje o awansie lub spadku, stosuje się wyłącznie zasady określone w punktach a, b i c, a jeżeli one nie rozstrzygną kolejności, zarządzało się spotkanie barażowe na neutralnym boisku, wyznaczonym przez Wydział Gier PZPN.

## Sezon 2015/2016

### Drużyny
| Uczestnicy poprzedniego sezonu | Uczestnicy poprzedniego sezonu | Uczestnicy poprzedniego sezonu | Uczestnicy poprzedniego sezonu |
| ------------------------------ | ------------------------------ | ------------------------------ | ------------------------------ |
| URS                            | Ursus Warszawa                 | 2                              |                                |
| BRŃ                            | Broń Radom                     | 3                              |                                |
| PEL                            | Pelikan Łowicz                 | 4                              |                                |
| ŁKS                            | ŁKS Łódź                       | 5                              |                                |
| SDZ                            | Warta Sieradz                  | 6                              |                                |
| ŚWI                            | Świt Nowy Dwór Mazowiecki      | 7                              |                                |
| LTM                            | Lechia Tomaszów Mazowiecki     | 8                              |                                |
| SOK                            | Sokół Aleksandrów Łódzki       | 9                              |                                |
| LE2                            | Legia II Warszawa              | 10                             |                                |
| PGM                            | Pogoń Grodzisk Mazowiecki      | 11                             |                                |
| PIL                            | Pilica Białobrzegi             | 12                             |                                |
| PWA                            | Polonia Warszawa               | 14                             |                                |
| SOT                            | Start Otwock                   | 171                            |                                |

| Awans z IV ligi 2014/2015   | Awans z IV ligi 2014/2015 | Awans z IV ligi 2014/2015 | Awans z IV ligi 2014/2015 |
| --------------------------- | ------------------------- | ------------------------- | ------------------------- |
| grupa łódzka                |                           |                           |                           |
| WDZ                         | Warta Działoszyn          | 1                         |                           |
| POD                         | Ner Poddębice             | 2                         |                           |
| grupa mazowiecka (południe) |                           |                           |                           |
| EKO                         | Energia Kozienice         | 1                         |                           |
| PRZ                         | Oskar Przysucha           | 21                        |                           |
| grupa mazowiecka (północ)   |                           |                           |                           |
| BRA                         | Błękitni Raciąż           | 1                         |                           |

Objaśnienia:
1. Pogoń II Siedlce i Omega Kleszczów wycofały się po zakończeniu poprzedniego sezonu, a WKS Wieluń zrezygnował z wolnego miejsca w III lidze, w związku z czym utrzymał się Start Otwock, a o drugie wolne miejsce zorganizowano baraże uzupełniające, które wygrał Oskar Przysucha.

### Tabela
| Lp. | Drużyna                       | M  | Z  | R  | P  | Bramki | Bramki | Różn. | Pkt | Uwagi             | Bezpośrednio |
| --- | ----------------------------- | -- | -- | -- | -- | ------ | ------ | ----- | --- | ----------------- | ------------ |
| 1   | Polonia Warszawa (M) (A)      | 34 | 21 | 5  | 8  | 62     | 25     | +37   | 68  | Baraże o II ligę  |              |
| 2   | Ursus Warszawa                | 34 | 19 | 8  | 7  | 56     | 26     | +30   | 65  |                   |              |
| 3   | Sokół Aleksandrów Łódzki      | 34 | 18 | 11 | 5  | 53     | 24     | +29   | 65  |                   |              |
| 4   | Lechia Tomaszów Mazowiecki    | 34 | 19 | 8  | 7  | 79     | 37     | +42   | 65  |                   |              |
| 5   | Legia II Warszawa             | 34 | 19 | 8  | 7  | 66     | 38     | +28   | 65  |                   |              |
| 6   | ŁKS Łódź                      | 34 | 19 | 7  | 8  | 71     | 37     | +34   | 64  |                   |              |
| 7   | Pelikan Łowicz                | 34 | 18 | 10 | 6  | 58     | 29     | +29   | 64  |                   |              |
| 8   | Świt Nowy Dwór Mazowiecki     | 34 | 17 | 12 | 5  | 61     | 27     | +34   | 63  |                   |              |
| 9   | Błękitni Raciąż (S)           | 34 | 15 | 8  | 11 | 56     | 52     | +4    | 53  | Spadek do IV ligi |              |
| 10  | Warta Sieradz (S)             | 34 | 12 | 7  | 15 | 43     | 46     | −3    | 43  | Spadek do IV ligi |              |
| 11  | Broń Radom (S)                | 34 | 9  | 10 | 15 | 51     | 70     | −19   | 37  | Spadek do IV ligi |              |
| 12  | Warta Działoszyn (S)          | 34 | 10 | 5  | 19 | 33     | 82     | −49   | 35  | Spadek do IV ligi |              |
| 13  | Pilica Białobrzegi (S)        | 34 | 10 | 4  | 20 | 48     | 60     | −12   | 34  | Spadek do IV ligi |              |
| 14  | Oskar Przysucha (S)           | 34 | 7  | 8  | 19 | 42     | 78     | −36   | 29  | Spadek do IV ligi |              |
| 15  | Pogoń Grodzisk Mazowiecki (S) | 34 | 6  | 9  | 19 | 36     | 60     | −24   | 27  | Spadek do IV ligi |              |
| 16  | Energia Kozienice (S)         | 34 | 6  | 9  | 19 | 41     | 64     | −23   | 27  | Spadek do IV ligi |              |
| 17  | Start Otwock (S)              | 34 | 6  | 4  | 24 | 24     | 86     | −62   | 22  | Spadek do IV ligi |              |
| 18  | Ner Poddębice (S)             | 34 | 4  | 9  | 21 | 31     | 70     | −39   | 21  | Spadek do IV ligi |              |

## Sezon 2014/2015

### Drużyny
| Uczestnicy poprzedniej edycji | Uczestnicy poprzedniej edycji |
| ----------------------------- | ----------------------------- |
| Ursus Warszawa                | 1                             |
| Broń Radom                    | 2                             |
| Legia II Warszawa             | 3                             |
| Warta Sieradz                 | 4                             |
| Omega Kleszczów               | 6                             |
| Pilica Białobrzegi            | 7                             |
| Lechia Tomaszów Mazowiecki    | 8                             |
| Start Otwock                  | 9                             |
| WKS Wieluń                    | 10                            |

| Uczestnicy poprzedniej edycji | Uczestnicy poprzedniej edycji |
| ----------------------------- | ----------------------------- |
| GKP Targówek                  | 11                            |
| Pogoń Grodzisk Mazowiecki     | 12                            |
| Sokół Aleksandrów Łódzki      | 13                            |
| Spadek z II ligi 2013/2014    |                               |
| grupa wschodnia               |                               |
| Radomiak Radom                | 12                            |
| Pelikan Łowicz                | 13                            |
| Świt Nowy Dwór Mazowiecki     | 18                            |

| Awans z IV liga 2013/2014 | Awans z IV liga 2013/2014 |
| ------------------------- | ------------------------- |
| grupa łódzka              |                           |
| ŁKS Łódź                  | 1                         |
| grupa mazowiecka południe |                           |
| Pogoń II Siedlce          | 1                         |
| grupa mazowiecka północ   |                           |
| MKS Polonia Warszawa      | 1                         |

Objaśnienia:
1. Ursus Warszawa przegrał baraże o awans do II ligi z Kotwicą Kołobrzeg.

### Tabela
| Lp. | Drużyna                    | M  | Z  | R  | P  | Bramki | Bramki | Różn. | Pkt | Uwagi                     | Bezpośrednio |
| --- | -------------------------- | -- | -- | -- | -- | ------ | ------ | ----- | --- | ------------------------- | ------------ |
| 1   | Radomiak Radom (M) (B)     | 34 | 22 | 9  | 3  | 61     | 19     | +42   | 75  | Baraże o II ligę          |              |
| 2   | Ursus Warszawa             | 34 | 16 | 10 | 8  | 51     | 27     | +24   | 58  |                           |              |
| 3   | Broń Radom                 | 34 | 16 | 9  | 9  | 65     | 47     | +18   | 57  |                           |              |
| 4   | Pelikan Łowicz             | 34 | 16 | 9  | 9  | 52     | 32     | +20   | 57  |                           |              |
| 5   | ŁKS Łódź                   | 34 | 13 | 14 | 7  | 50     | 39     | +11   | 53  |                           |              |
| 6   | Warta Sieradz              | 34 | 15 | 6  | 13 | 50     | 52     | −2    | 51  |                           |              |
| 7   | Świt Nowy Dwór Mazowiecki  | 34 | 13 | 10 | 11 | 45     | 44     | +1    | 49  |                           |              |
| 8   | Lechia Tomaszów Mazowiecki | 34 | 13 | 10 | 11 | 48     | 37     | +11   | 49  |                           |              |
| 9   | Sokół Aleksandrów Łódzki   | 34 | 11 | 14 | 9  | 44     | 44     | 0     | 47  |                           |              |
| 10  | Legia II Warszawa          | 34 | 13 | 7  | 14 | 48     | 46     | +2    | 46  |                           |              |
| 11  | Pogoń Grodzisk Mazowiecki  | 34 | 12 | 10 | 12 | 51     | 48     | +3    | 46  |                           |              |
| 12  | Pilica Białobrzegi         | 34 | 11 | 12 | 11 | 53     | 54     | −1    | 45  |                           |              |
| 13  | Pogoń II Siedlce2 (S)      | 34 | 13 | 6  | 15 | 51     | 61     | −10   | 45  | Spadek do ligi okręgowej  |              |
| 14  | Polonia Warszawa           | 34 | 11 | 9  | 14 | 57     | 49     | +8    | 42  |                           |              |
| 15  | Omega Kleszczów2 (S)       | 34 | 9  | 8  | 17 | 42     | 54     | −12   | 35  | Spadek do IV ligi         |              |
| 16  | WKS Wieluń2 (S)            | 34 | 8  | 10 | 16 | 42     | 68     | −26   | 34  | Spadek do klasy okręgowej |              |
| 17  | Start Otwock2              | 34 | 9  | 5  | 20 | 56     | 70     | −14   | 32  |                           |              |
| 18  | GKP Targówek1 (S)          | 34 | 2  | 8  | 24 | 21     | 90     | −69   | 14  | Spadek do ligi okręgowej  |              |

## Sezon 2013/2014

### Drużyny
| Uczestnicy poprzedniej edycji | Uczestnicy poprzedniej edycji |
| ----------------------------- | ----------------------------- |
| Sokół Aleksandrów Łódzki      | 2                             |
| Ursus Warszawa                | 3                             |
| Lechia Tomaszów Mazowiecki    | 4                             |
| GKP Targówek                  | 5                             |
| Broń Radom                    | 6                             |
| Omega Kleszczów               | 7                             |
| WKS Wieluń                    | 8                             |

| Uczestnicy poprzedniej edycji | Uczestnicy poprzedniej edycji |
| ----------------------------- | ----------------------------- |
| MKS Kutno                     | 9                             |
| Pogoń Grodzisk Mazowiecki     | 10                            |
| Mazur Karczew                 | 11                            |
| Start Otwock                  | 12                            |
| Zawisza Rzgów                 | 13                            |
| Warta Sieradz                 | 14                            |

| Awans z IV ligi 2012/2013   | Awans z IV ligi 2012/2013 |
| --------------------------- | ------------------------- |
| grupa łódźka                |                           |
| Mechanik Radomsko           | 31                        |
| grupa mazowiecka północna   |                           |
| Huragan Wołomin             | 1                         |
| grupa mazowiecka południowa |                           |
| Pilica Białobrzegi          | 1                         |
| Żyrardowianka Żyrardów      | 2                         |

| Uczestnicy , których występ zależy od decyzji PZPN | Uczestnicy , których występ zależy od decyzji PZPN |
| -------------------------------------------------- | -------------------------------------------------- |
| Legia II Warszawa                                  | PZPN3                                              |
| Widzew II Łódź                                     | PZPN3                                              |
| GKS II Bełchatów                                   | PZPN3                                              |

Objaśnienia:
1. Mistrz IV ligi łódzkiej KS Paradyż zrezygnował z awansu do III ligi. Jego miejsce zajęła kolejna drużyna ligowa.
2. Zespół wygrał baraż uzupełniający wobec braku licencji dla wicemistrza ligi łódzkiej.
3. Zgodnie z uchwałą PZPN o rozwiązaniu Młodej Ekstraklasy, rezerwy drużyn grających w najwyższej klasie rozgrywkowej mają wrócić do lig, w których grały przed jej utworzeniem.

### Tabela
| Lp. | Drużyna                    | M  | Z  | R  | P  | Bramki | Bramki | Różn. | Pkt | Uwagi              | Bezpośrednio |
| --- | -------------------------- | -- | -- | -- | -- | ------ | ------ | ----- | --- | ------------------ | ------------ |
| 1   | Ursus Warszawa (M) (B)     | 38 | 22 | 9  | 7  | 60     | 28     | +32   | 75  | Baraże o II ligę   |              |
| 2   | Broń Radom                 | 38 | 21 | 10 | 7  | 68     | 42     | +26   | 73  |                    |              |
| 3   | Legia II Warszawa          | 38 | 21 | 8  | 9  | 72     | 37     | +35   | 71  |                    |              |
| 4   | Warta Sieradz              | 38 | 19 | 9  | 10 | 57     | 46     | +11   | 66  |                    |              |
| 5   | MKS Kutno1                 | 38 | 18 | 10 | 10 | 56     | 41     | +15   | 64  | Drużyna rozwiązana |              |
| 6   | Omega Kleszczów            | 38 | 18 | 7  | 13 | 59     | 45     | +14   | 61  |                    |              |
| 7   | Pilica Białobrzegi         | 38 | 16 | 9  | 13 | 57     | 46     | +11   | 57  |                    |              |
| 8   | Lechia Tomaszów Mazowiecki | 38 | 16 | 9  | 13 | 48     | 37     | +11   | 57  |                    |              |
| 9   | Start Otwock               | 38 | 15 | 11 | 12 | 53     | 43     | +10   | 56  |                    |              |
| 10  | WKS Wieluń                 | 38 | 15 | 10 | 13 | 52     | 45     | +7    | 55  |                    |              |
| 11  | GKP Targówek               | 38 | 16 | 5  | 17 | 46     | 53     | −7    | 53  |                    |              |
| 12  | Pogoń Grodzisk Mazowiecki1 | 38 | 14 | 11 | 13 | 43     | 45     | −2    | 53  |                    |              |
| 13  | Sokół Aleksandrów Łódzki2  | 38 | 14 | 9  | 15 | 32     | 39     | −7    | 51  |                    |              |
| 14  | Widzew II Łódź (S)         | 38 | 13 | 12 | 13 | 66     | 65     | +1    | 51  | Spadek do IV ligi  |              |
| 15  | Żyrardowianka Żyrardów (S) | 38 | 10 | 12 | 16 | 41     | 64     | −23   | 42  | Spadek do IV ligi  |              |
| 16  | Zawisza Rzgów (S)          | 38 | 10 | 11 | 17 | 36     | 51     | −15   | 41  | Spadek do IV ligi  |              |
| 17  | GKS II Bełchatów (S)       | 38 | 11 | 4  | 23 | 53     | 74     | −21   | 37  | Spadek do IV ligi  |              |
| 18  | Huragan Wołomin (S)        | 38 | 8  | 11 | 19 | 40     | 53     | −13   | 35  | Spadek do IV ligi  |              |
| 19  | Mechanik Radomsko (S)      | 38 | 8  | 8  | 22 | 29     | 58     | −29   | 32  | Spadek do IV ligi  |              |
| 20  | Mazur Karczew (S)          | 38 | 3  | 9  | 26 | 22     | 78     | −56   | 18  | Spadek do IV ligi  |              |

## Sezon 2012/2013

### Drużyny
| Uczestnicy poprzedniej edycji | Uczestnicy poprzedniej edycji |
| ----------------------------- | ----------------------------- |
| MKS Kutno                     | 2                             |
| Legionovia Legionowo          | 3                             |
| Broń Radom                    | 4                             |
| Start Otwock                  | 6                             |
| Orzeł Wierzbica               | 7                             |
| Ursus Warszawa                | 8                             |

| Uczestnicy poprzedniej edycji | Uczestnicy poprzedniej edycji |
| ----------------------------- | ----------------------------- |
| Omega Kleszczów               | 9                             |
| Zawisza Rzgów                 | 10                            |
| Sokół Aleksandrów Łódzki      | 11                            |
| Mazur Karczew                 | 12                            |
| Włókniarz Zelów               | 14                            |
| Warta Sieradz                 | 15                            |

| Awans z IV ligi 2011/2012   | Awans z IV ligi 2011/2012 |
| --------------------------- | ------------------------- |
| grupa łódzka                |                           |
| Lechia Tomaszów Mazowiecki  | 1                         |
| WKS Wieluń                  | 2                         |
| grupa mazowiecka południowa |                           |
| Pogoń Grodzisk Mazowiecki   | 1                         |
| grupa mazowiecka północna   |                           |
| GKP Targówek                | 1                         |

### Tabela
| Lp. | Drużyna                      | M  | Z  | R  | P  | Bramki | Bramki | Różn. | Pkt | Uwagi             | Bezpośrednio |
| --- | ---------------------------- | -- | -- | -- | -- | ------ | ------ | ----- | --- | ----------------- | ------------ |
| 1   | Legionovia Legionowo (M) (A) | 30 | 24 | 2  | 4  | 63     | 23     | +40   | 74  | Awans do II ligi  |              |
| 2   | Sokół Aleksandrów Łódzki     | 30 | 21 | 5  | 4  | 58     | 17     | +41   | 68  |                   |              |
| 3   | Ursus Warszawa               | 30 | 14 | 9  | 7  | 43     | 34     | +9    | 51  |                   |              |
| 4   | Lechia Tomaszów Mazowiecki   | 30 | 13 | 10 | 7  | 31     | 24     | +7    | 49  |                   |              |
| 5   | GKP Targówek                 | 30 | 14 | 6  | 10 | 51     | 43     | +8    | 48  |                   |              |
| 6   | Broń Radom                   | 30 | 13 | 7  | 10 | 44     | 28     | +16   | 46  |                   |              |
| 7   | Omega Kleszczów              | 30 | 13 | 6  | 11 | 48     | 41     | +7    | 45  |                   |              |
| 8   | WKS Wieluń                   | 30 | 13 | 5  | 12 | 46     | 37     | +9    | 44  |                   |              |
| 9   | MKS Kutno                    | 30 | 11 | 8  | 11 | 40     | 42     | −2    | 41  |                   |              |
| 10  | Pogoń Grodzisk Mazowiecki    | 30 | 10 | 8  | 12 | 50     | 56     | −6    | 38  |                   |              |
| 11  | Mazur Karczew                | 30 | 9  | 7  | 14 | 32     | 37     | −5    | 34  |                   |              |
| 12  | Start Otwock                 | 30 | 9  | 6  | 15 | 42     | 50     | −8    | 33  |                   |              |
| 13  | Zawisza Rzgów                | 30 | 9  | 3  | 18 | 33     | 45     | −12   | 30  |                   |              |
| 14  | Warta Sieradz (S)            | 30 | 7  | 6  | 17 | 27     | 46     | −19   | 27  | Spadek do IV ligi |              |
| 15  | Włókniarz Zelów (S)          | 30 | 6  | 5  | 19 | 33     | 56     | −23   | 23  | Spadek do IV ligi |              |
| 16  | Orzeł Wierzbica (S)          | 30 | 5  | 5  | 20 | 20     | 80     | −60   | 20  | Spadek do IV ligi |              |

## Sezon 2011/2012

### Drużyny
| Uczestnicy poprzedniej edycji | Uczestnicy poprzedniej edycji |
| ----------------------------- | ----------------------------- |
| Broń Radom                    | 2                             |
| Włókniarz Zelów               | 3                             |
| Radomiak Radom                | 4                             |
| Mazur Karczew                 | 5                             |
| MKS Kutno                     | 6                             |
| Sokół Aleksandrów Łódzki      | 7                             |
| Legionovia Legionowo          | 8                             |

| Uczestnicy poprzedniej edycji | Uczestnicy poprzedniej edycji |
| ----------------------------- | ----------------------------- |
| KP Piaseczno                  | 9                             |
| Narew Ostrołęka               | 10                            |
| Ursus Warszawa                | 12                            |
| Warta Sieradz                 | 131                           |
| Spadek z II ligi 2010/2011    |                               |
| grupa wschodnia               |                               |
| Start Otwock                  | 18                            |

| Awans z IV ligi 2010/2011   | Awans z IV ligi 2010/2011 |
| --------------------------- | ------------------------- |
| grupa łódzka                |                           |
| Omega Kleszczów             | 1                         |
| Zawisza Rzgów               | 2                         |
| grupa mazowiecka południowa |                           |
| Orzeł Wierzbica             | 1                         |
| grupa mazowiecka północna   |                           |
| Hutnik Warszawa             | 1                         |

Objaśnienia:
1. Warta Sieradz utrzymała się w lidze dzięki wycofaniu się Ceramiki Opoczno z rozgrywek po zakończeniu poprzedniego sezonu.

### Tabela
| Lp. | Drużyna                  | M  | Z  | R  | P  | Bramki | Bramki | Różn. | Pkt | Uwagi             | Bezpośrednio |
| --- | ------------------------ | -- | -- | -- | -- | ------ | ------ | ----- | --- | ----------------- | ------------ |
| 1   | Radomiak Radom (M) (A)   | 30 | 19 | 10 | 1  | 52     | 17     | +35   | 67  | Awans do II ligi  |              |
| 2   | MKS Kutno                | 30 | 16 | 11 | 3  | 46     | 21     | +25   | 59  |                   |              |
| 3   | Legionovia Legionowo     | 30 | 15 | 6  | 9  | 47     | 25     | +22   | 51  |                   |              |
| 4   | Broń Radom               | 30 | 13 | 8  | 9  | 44     | 28     | +16   | 47  |                   |              |
| 5   | KP Piaseczno1            | 30 | 13 | 6  | 11 | 36     | 35     | +1    | 45  | Drużyna wycofana  |              |
| 6   | Start Otwock             | 30 | 11 | 10 | 9  | 34     | 30     | +4    | 43  |                   |              |
| 7   | Orzeł Wierzbica          | 30 | 12 | 7  | 11 | 28     | 30     | −2    | 43  |                   |              |
| 8   | Ursus Warszawa           | 30 | 12 | 7  | 11 | 46     | 35     | +11   | 43  |                   |              |
| 9   | Omega Kleszczów          | 30 | 11 | 10 | 9  | 42     | 38     | +4    | 43  |                   |              |
| 10  | Zawisza Rzgów            | 30 | 11 | 6  | 13 | 27     | 30     | −3    | 39  |                   |              |
| 11  | Sokół Aleksandrów Łódzki | 30 | 10 | 9  | 11 | 27     | 30     | −3    | 39  |                   |              |
| 12  | Mazur Karczew            | 30 | 9  | 8  | 13 | 33     | 34     | −1    | 35  |                   |              |
| 13  | Hutnik Warszawa2 (S)     | 30 | 9  | 7  | 14 | 38     | 42     | −4    | 34  | Spadek do klasy B |              |
| 14  | Włókniarz Zelów1         | 30 | 10 | 4  | 16 | 33     | 52     | −19   | 34  |                   |              |
| 15  | Warta Sieradz2           | 30 | 7  | 8  | 15 | 33     | 47     | −14   | 29  |                   |              |
| 16  | Narew Ostrołęka (S)      | 30 | 2  | 3  | 25 | 10     | 82     | −72   | 9   | Spadek do IV ligi |              |

## Sezon 2010/2011

### Drużyny
| Uczestnicy poprzedniej edycji | Uczestnicy poprzedniej edycji |
| ----------------------------- | ----------------------------- |
| Radomiak Radom                | 2                             |
| KP Piaseczno                  | 31                            |
| Pogoń Siedlce                 | 4                             |
| MKS Kutno                     | 5                             |
| Mazur Karczew                 | 6                             |
| Warta Sieradz                 | 7                             |
| Narew Ostrołęka               | 8                             |

| Uczestnicy poprzedniej edycji  | Uczestnicy poprzedniej edycji |
| ------------------------------ | ----------------------------- |
| Legionovia Legionowo           | 9                             |
| Włókniarz Zelów                | 10                            |
| UKS SMS Łódź                   | 11                            |
| Spadek z II ligi 2009/2010     |                               |
| grupa wschodnia                |                               |
| Concordia Piotrków Trybunalski | 15                            |
| Sokół Aleksandrów Łódzki       | 16                            |

| Awans z IV ligi 2009/2010   | Awans z IV ligi 2009/2010 |
| --------------------------- | ------------------------- |
| grupa łódzka                |                           |
| Pilica Przedbórz            | 1                         |
| Ceramika Opoczno            | 2                         |
| grupa mazowiecka południowa |                           |
| Broń Radom                  | 1                         |
| grupa mazowiecka północna   |                           |
| Ursus Warszawa              | 1                         |

Objaśnienia:
1. KP Piaseczno grał w sezonie 2009/2010 pod nazwą KS Piaseczno.

### Tabela
| Lp. | Drużyna                            | M  | Z  | R  | P  | Bramki | Bramki | Różn. | Pkt | Uwagi                                           | Bezpośrednio     |
| --- | ---------------------------------- | -- | -- | -- | -- | ------ | ------ | ----- | --- | ----------------------------------------------- | ---------------- |
| 1   | Pogoń Siedlce (M) (A)              | 30 | 18 | 7  | 5  | 71     | 36     | +35   | 61  | Awans do II ligi                                |                  |
| 2   | Broń Radom                         | 30 | 16 | 6  | 8  | 52     | 36     | +16   | 54  |                                                 |                  |
| 3   | Włókniarz Zelów                    | 30 | 15 | 8  | 7  | 44     | 33     | +11   | 53  |                                                 |                  |
| 4   | Radomiak Radom                     | 30 | 13 | 12 | 5  | 50     | 27     | +23   | 51  | RAD – MAZ 2:0 MAZ – RAD 0:0                     |                  |
| 5   | Mazur Karczew                      | 30 | 16 | 3  | 11 | 50     | 40     | +10   | 51  | RAD – MAZ 2:0 MAZ – RAD 0:0                     |                  |
| 6   | MKS Kutno                          | 30 | 13 | 10 | 7  | 52     | 41     | +11   | 49  |                                                 |                  |
| 7   | Sokół Aleksandrów Łódzki           | 30 | 13 | 7  | 10 | 39     | 28     | +11   | 46  | SOK – LGO 4:0 LGO – SOK 1:2                     |                  |
| 8   | Legionovia Legionowo               | 30 | 13 | 7  | 10 | 44     | 40     | +4    | 46  | SOK – LGO 4:0 LGO – SOK 1:2                     |                  |
| 9   | KP Piaseczno                       | 30 | 9  | 9  | 12 | 26     | 34     | −8    | 36  | PIA: 8 pkt, 4–2 NAR: 4 pkt, 2–3 CER: 4 pkt, 4–5 |                  |
| 10  | Narew Ostrołęka                    | 30 | 10 | 6  | 14 | 35     | 45     | −10   | 36  | PIA: 8 pkt, 4–2 NAR: 4 pkt, 2–3 CER: 4 pkt, 4–5 |                  |
| 11  | Ceramika Opoczno1 (S)              | 30 | 8  | 12 | 10 | 24     | 34     | −10   | 36  | PIA: 8 pkt, 4–2 NAR: 4 pkt, 2–3 CER: 4 pkt, 4–5 | Drużyna wycofana |
| 12  | Ursus Warszawa                     | 30 | 9  | 5  | 16 | 28     | 39     | −11   | 32  |                                                 |                  |
| 13  | Warta Sieradz1                     | 30 | 8  | 6  | 16 | 41     | 50     | −9    | 30  |                                                 |                  |
| 14  | UKS SMS Łódź (S)                   | 30 | 7  | 8  | 15 | 39     | 54     | −15   | 29  | Spadek do IV ligi                               |                  |
| 15  | Pilica Przedbórz (S)               | 30 | 5  | 11 | 14 | 33     | 57     | −24   | 26  | Spadek do IV ligi                               |                  |
| 16  | Concordia Piotrków Trybunalski (S) | 30 | 5  | 7  | 18 | 29     | 63     | −34   | 22  | Spadek do IV ligi                               |                  |

## Sezon 2009/2010
| Lp. | Drużyna                       | M  | Z  | R  | P  | Bramki | Bramki | Różn. | Pkt | Uwagi                   | Bezpośrednio |
| --- | ----------------------------- | -- | -- | -- | -- | ------ | ------ | ----- | --- | ----------------------- | ------------ |
| 1   | GLKS Nadarzyn (M) (A)         | 30 | 20 | 6  | 4  | 51     | 21     | +30   | 66  | Awans do II ligi        |              |
| 2   | Radomiak Radom                | 30 | 19 | 6  | 5  | 59     | 23     | +36   | 63  |                         |              |
| 3   | KS Piaseczno                  | 30 | 16 | 10 | 4  | 50     | 23     | +27   | 58  |                         |              |
| 4   | Pogoń Siedlce                 | 30 | 15 | 7  | 8  | 49     | 40     | +9    | 52  |                         |              |
| 5   | MKS Kutno                     | 30 | 15 | 5  | 10 | 59     | 42     | +17   | 50  |                         |              |
| 6   | Mazur Karczew                 | 30 | 14 | 5  | 11 | 41     | 30     | +11   | 47  |                         |              |
| 7   | Warta Sieradz                 | 30 | 12 | 9  | 9  | 40     | 38     | +2    | 45  |                         |              |
| 8   | Narew Ostrołęka               | 30 | 13 | 5  | 12 | 47     | 41     | +6    | 44  |                         |              |
| 9   | Legionovia Legionowo          | 30 | 10 | 9  | 11 | 32     | 41     | −9    | 39  | LGO–WZE 1:0 WZE–LGO 1:1 |              |
| 10  | Włókniarz Zelów               | 30 | 10 | 9  | 11 | 30     | 33     | −3    | 39  | LGO–WZE 1:0 WZE–LGO 1:1 |              |
| 11  | UKS SMS Łódź                  | 30 | 10 | 6  | 14 | 39     | 34     | +5    | 36  |                         |              |
| 12  | Omega Kleszczów (S)           | 30 | 8  | 9  | 13 | 36     | 41     | −5    | 33  | Spadek do IV ligi       |              |
| 13  | Nadnarwianka Pułtusk (S)      | 30 | 9  | 5  | 16 | 31     | 41     | −10   | 32  | Spadek do IV ligi       |              |
| 14  | Wisła II Płock (S)            | 30 | 9  | 3  | 18 | 43     | 63     | −20   | 30  | Spadek do IV ligi       |              |
| 15  | Pogoń-Ekolog Zduńska Wola (S) | 30 | 7  | 5  | 18 | 30     | 56     | −26   | 26  | Spadek do IV ligi       |              |
| 16  | Stal Niewiadów1               | 30 | 1  | 5  | 24 | 11     | 81     | −70   | 8   | Drużyna wycofana        |              |

## Sezon 2008/2009

### Drużyny
- Spadkowicze z III ligi gr. I: Mazowsze Grójec, Nadnarwianka Pułtusk, Świt Nowy Dwór Mazowiecki, UKS SMS Łódź.
- Utrzymały się z grupy łódzkiej: MKS Kutno, Omega Kleszczów, Stal Niewiadów, Warta Sieradz, WOY Bukowiec Opoczyński, Włókniarz Konstantynów Łódzki[c].
- Utrzymały się z grupy mazowieckiej: GLKS Nadarzyn, Legionovia Legionowo, Mazur Karczew, Narew Ostrołęka.
- Baraż mazowiecki: Wisła II Płock[d], Broń Radom.

### Tabela
| Lp. | Drużyna                            | M  | Z  | R  | P  | Bramki | Bramki | Różn. | Pkt | Uwagi                   | Bezpośrednio                                  |
| --- | ---------------------------------- | -- | -- | -- | -- | ------ | ------ | ----- | --- | ----------------------- | --------------------------------------------- |
| 1   | Świt Nowy Dwór Mazowiecki (M) (A)  | 30 | 24 | 6  | 0  | 69     | 21     | +48   | 78  | Awans do II ligi        |                                               |
| 2   | GLKS Nadarzyn (B)                  | 30 | 18 | 7  | 5  | 52     | 29     | +23   | 61  | Baraże o II ligę        |                                               |
| 3   | Narew Ostrołęka                    | 30 | 12 | 12 | 6  | 34     | 21     | +13   | 48  |                         | NAR: 13 pkt SDZ: 12 pkt PUŁ: 5 pkt MAZ: 4 pkt |
| 4   | Warta Sieradz                      | 30 | 14 | 6  | 10 | 36     | 26     | +10   | 48  |                         | NAR: 13 pkt SDZ: 12 pkt PUŁ: 5 pkt MAZ: 4 pkt |
| 5   | Nadnarwianka Pułtusk               | 30 | 15 | 3  | 12 | 40     | 34     | +6    | 48  |                         | NAR: 13 pkt SDZ: 12 pkt PUŁ: 5 pkt MAZ: 4 pkt |
| 6   | Mazur Karczew                      | 30 | 13 | 9  | 8  | 34     | 24     | +10   | 48  |                         | NAR: 13 pkt SDZ: 12 pkt PUŁ: 5 pkt MAZ: 4 pkt |
| 7   | UKS SMS Łódź                       | 30 | 13 | 6  | 11 | 42     | 31     | +11   | 45  | USŁ–MKS 4:1 MKS–USŁ 0:0 |                                               |
| 8   | MKS Kutno                          | 30 | 13 | 6  | 11 | 48     | 39     | +9    | 45  | USŁ–MKS 4:1 MKS–USŁ 0:0 |                                               |
| 9   | Legionovia Legionowo               | 30 | 11 | 8  | 11 | 32     | 26     | +6    | 41  |                         |                                               |
| 10  | Omega Kleszczów                    | 30 | 10 | 10 | 10 | 37     | 34     | +3    | 40  |                         |                                               |
| 11  | Stal Niewiadów                     | 30 | 9  | 9  | 12 | 32     | 42     | −10   | 36  |                         |                                               |
| 12  | Wisła II Płock1                    | 30 | 10 | 4  | 16 | 47     | 52     | −5    | 34  |                         |                                               |
| 13  | Włókniarz Konstantynów Łódzki2 (S) | 30 | 8  | 8  | 14 | 26     | 35     | −9    | 32  | Spadek do IV ligi       |                                               |
| 14  | Broń Radom (S)                     | 30 | 9  | 1  | 20 | 30     | 59     | −29   | 28  | Spadek do IV ligi       |                                               |
| 15  | Woy Bukowiec Opoczyński (S)        | 30 | 4  | 7  | 19 | 28     | 57     | −29   | 19  | Spadek do IV ligi       |                                               |
| 16  | Mazowsze Grójec (S)                | 30 | 2  | 8  | 20 | 23     | 80     | −57   | 14  | Spadek do IV ligi       |                                               |

### Baraże o II ligę
| 17 czerwca 2009 | GLKS Nadarzyn         | 1:1   | Hetman Zamość  |                                                      |
| 17:00           | Mariusz Bacławski 57' | (0:1) | Kamil Sawa 29' | Nadarzyn Widzów: 500 Sędzia: Andrzej Mrowiec (Bytom) |

| 20 czerwca 2009 | Hetman Zamość | 0:0 | GLKS Nadarzyn |                                                        |
| 17:00           |               |     |               | Zamość Widzów: 2000 Sędzia: Rafał Sawicki (Tarnobrzeg) |

Wynik dwumeczu – 1:1, zwycięstwo Hetmana dzięki bramce zdobytej na wyjeździe.